# اوکوبو تاداتومو
اوکوبو تاداتومو (به ژاپنی: 大久保 忠朝 Ōkubo Tadatomo); ۲۴ دسامبر ۱۶۳۲ – ۲۵ اکتبر ۱۷۱۲) روجو، سامورایی و دایمیو اهل ژاپن بود.